# 呂德赫河
47°18′11″N 8°02′53″E / 47.30310°N 8.04793°E

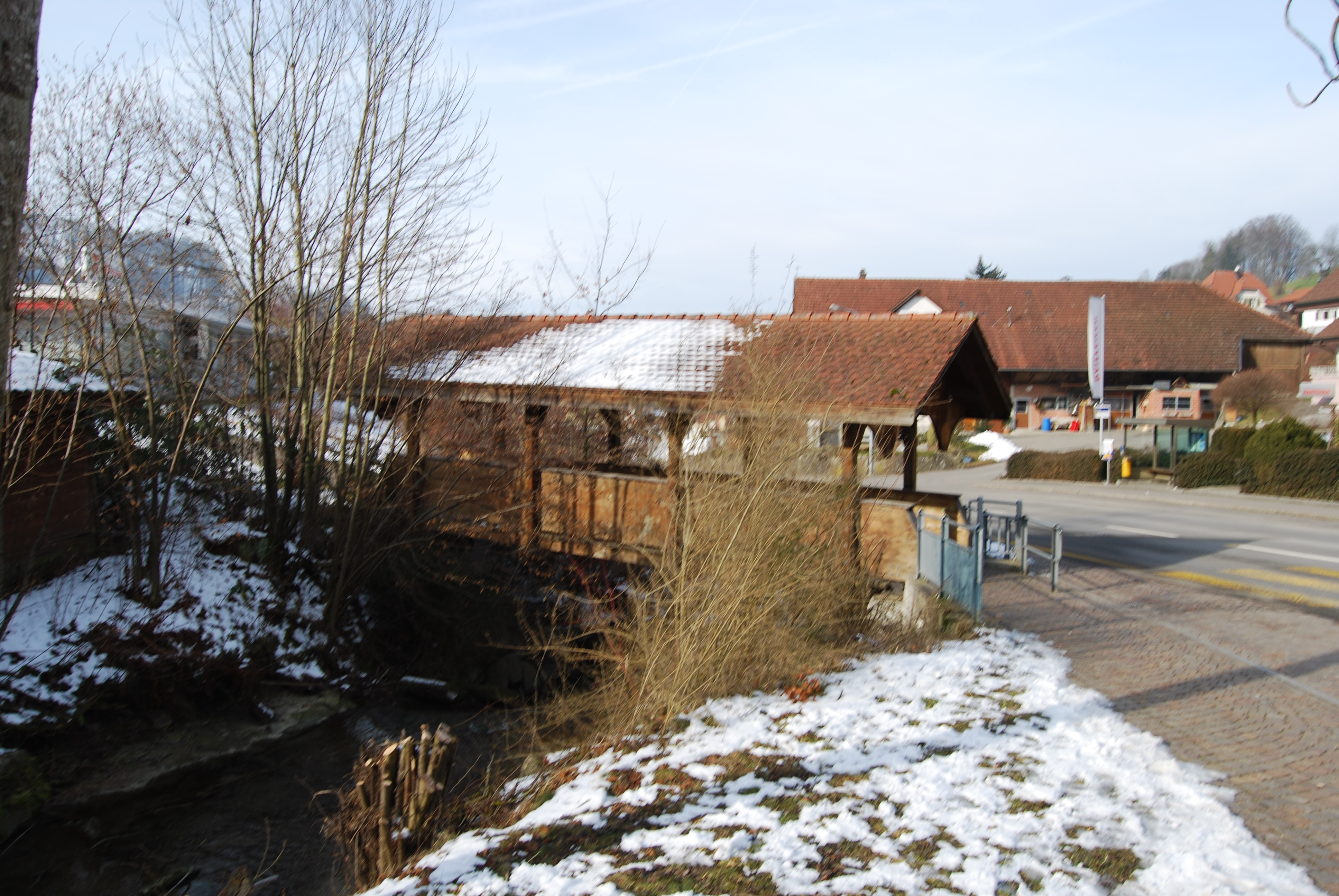

呂德赫河是瑞士的河流，位於該國北部，流經阿爾高州，屬於蘇勒河的支流，河道全長10.7公里，流域面積19.4平方公里，發源自施米德呂德，河口處在舍夫特蘭。